# Anonymous (бенд)
Anonymous је био бенд из Андоре који је представљао своју земљу на Песми Евровизије 2007. године.
Бенд је формиран 2004. године и постигао је известан успех у Андори и северној Шпанији (углавном Каталонији). Бенд је наступио са песмом Salvem el món за Андору на Песми Евровизије у Хелсинкију, међутим, Нарваес, члан бенда, био је малолетан, тако да су само Франческа, Мартинез и Гаљего могли да наступе. Бенд се није пласирао у финале, јер је освојио 12. место са 80 поена у полуфиналу. Међутим, ово је најбољи резултат који је Андора икада постигла на такмичењу.

## Дискографија

### Албуми
- Anonymous (Демо)

### Синглови
- Salvem El Món (Let's Save The World) (2007)